# Pericotepec
Pericotepec är en ort i Mexiko.   Den ligger i kommunen San Miguel Totolapan och delstaten Guerrero, i den södra delen av landet, 200 km sydväst om huvudstaden Mexico City. Pericotepec ligger 1 533 meter över havet och antalet invånare är 515.
Terrängen runt Pericotepec är lite bergig. Runt Pericotepec är det glesbefolkat, med 12 invånare per kvadratkilometer. Närmaste större samhälle är Huautla, 16,5 km sydost om Pericotepec. I omgivningarna runt Pericotepec växer huvudsakligen savannskog.